# Corypha macropoda
Corypha utan là một loài thực vật có hoa thuộc họ Arecaceae.
Loài này chỉ có ở Ấn Độ.

## Hình ảnh

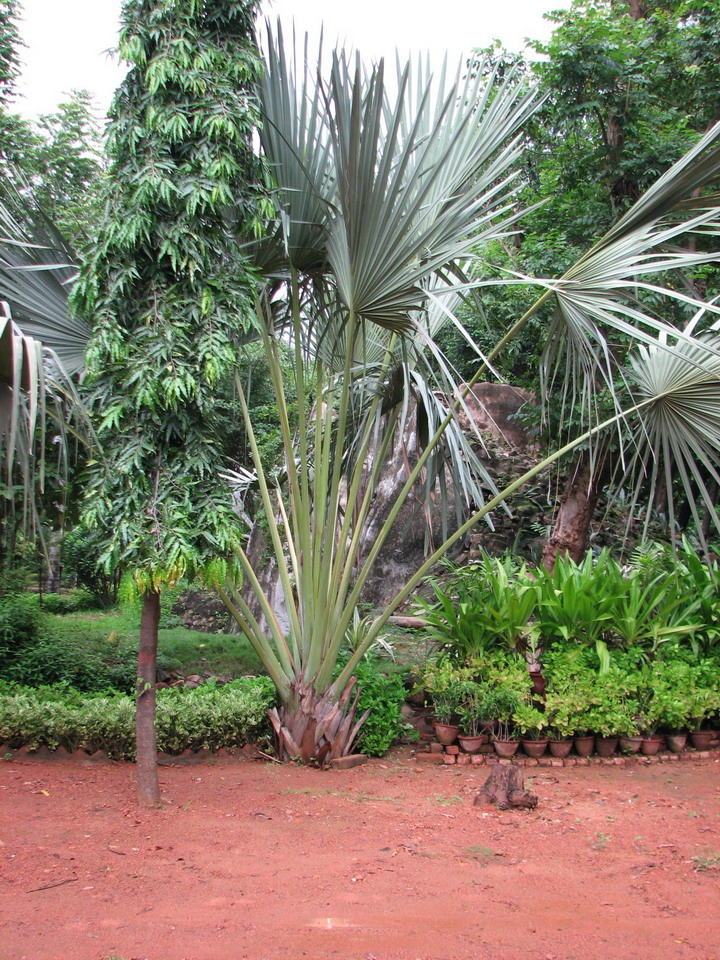
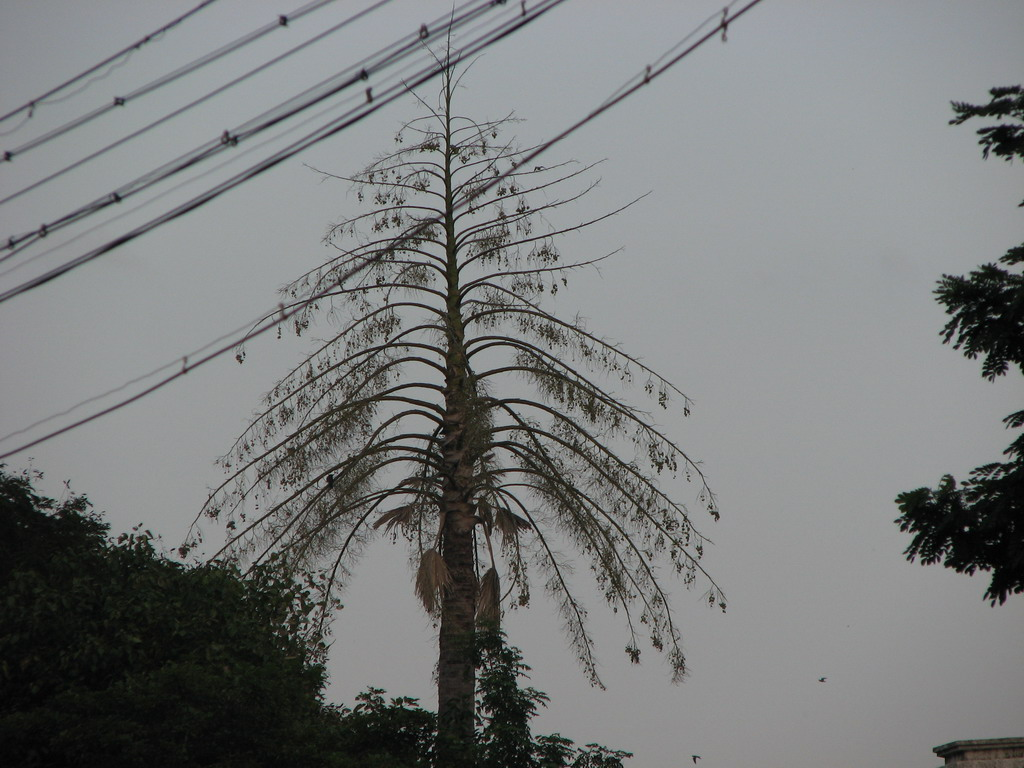
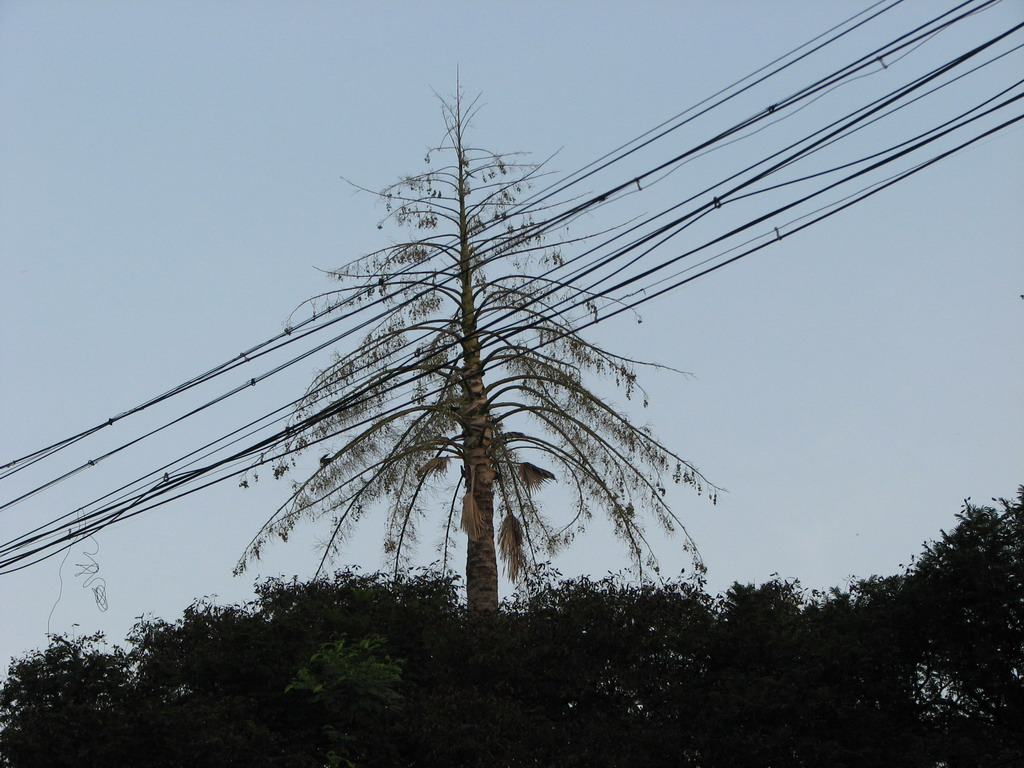
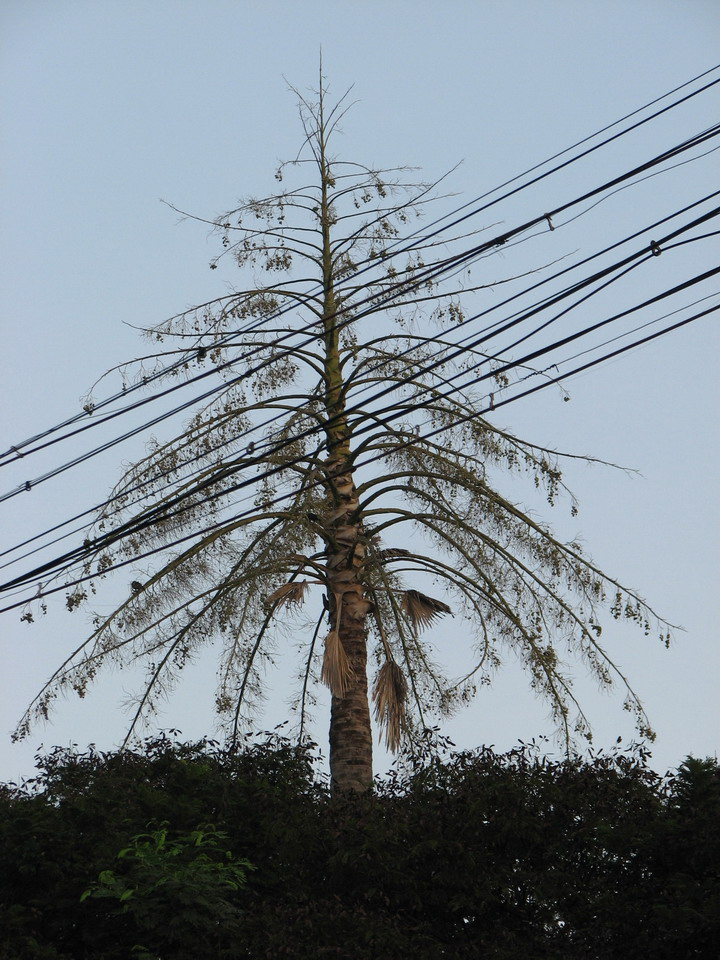